# Seychelleuops viriditinctus
Seychelleuops viriditinctus is een keversoort uit de familie bladrolkevers (Attelabidae). De wetenschappelijke naam van de soort werd in 1914 gepubliceerd door George Charles Champion.